# Montellano
Montellano és una localitat de la província de Sevilla, Andalusia, Espanya. L'any 2005 tenia 6.913 habitants. La seva extensió superficial és de 117 km² i té una densitat de 59,1 hab/km². Les seves coordenades geogràfiques són 36° 69′ N, 5° 34′ O. Està situada a una altitud de 250 metres i a 66 kilòmetres de la capital de la província, Sevilla.

## Demografia
| 1996  | 1998  | 1999  | 2000  | 2001  | 2002  | 2003  | 2004  | 2005  | 2007  |
| ----- | ----- | ----- | ----- | ----- | ----- | ----- | ----- | ----- | ----- |
| 7.064 | 6.943 | 6.943 | 6.829 | 6.833 | 6.871 | 6.877 | 6.854 | 6.913 | 7.037 |